# Francisco Fuertes Piquer
Francisco Fuertes Piquer (Nom Valbona (Terol) 1717-1789),llicenciat i doctorat en Teologia. Rector de la Universitat de Cervera 1762-1789

## Biografia
Francisco Fuertes Piquer va néixer l'any 1717 a Valbona (Terol) i fou batejat el dia 24 de maig.
Va estudiar a partir de 1733 al Colegio Mayor de San Ildefonso de la Universitat d'Alcalá, obtenint els graus de batxiller en arts (1736), de batxiller en teologia (1744), i la llicenciatura i el doctorat en teologia, ambdós l'any 1749. També hi va exercir de professor i catedràtic d'arts des de 1749, i en fou rector i vicerector (1752). Fou Depositario de Alhajas, entre 1739 i 1747, i Diputado 2º en el Monte de Piedad de Madrid, entre 1747 i 1755 És canonge de la catedral de Tarragona a partir de 1755.
L'any 1762.], es trasllada a la Universitat de Cervera, on arriba amb els títols d'ardiaca major i mestrescola de Lleida i on és nomenat canceller el dia 13 de juny, càrrec que exercirà des del 3 de setembre d'aquest any fins a la seva mort. És un dels rectors amb mandat més perllongat (27 anys). En bona part del rectorat, la situació de la universitat és una de les més esplendorosos de l'etapa cerverina; l'expulsió dels jesuïtes marca l'inici de la decadència.
L'any 1762, just arribat, s'inaugura el teatre i es beneeix la capella de la universitat.
En el seu rectorat es poden distingir dues etapes, la primera entre 1762 i 1778, en la que cal destacar, l'expulsió dels jesuïtes l'any 1767 amb greus conseqüències acadèmiques a l'ensenyament superior, els problemes sorgits de la reforma dels plans d'estudi (1771), la reforma de les Conferències de lleis i la provisió de càtedres. A la segona etapa es produeix una reorganització universitària.
L'any 1770 es produeix un robatori en les estances del canceller. L'any 1781 emet un edicte que regula el comportament que han de tenir els estudiants i sanciona les conductes inadmisibles. En el seu rectorat es consolida la Biblioteca universitària. És reconegut el seu esforç per obtenir més rendes per la universitat i per rebaixar l'import dels impostos.
L'any 1782 és nomenat Bisbe d'Albarrasí i renuncia al càrrec de rector.
Va morir 30 de març de 1789 i és enterrat a Cervera.

## Publicacions
- Larraz, Blas. De magnificentia regalium aedium Academiae Cervariensis : gratulatio ad eamdem Academiam ob absolutum perfectumque magnificentissimum eius theatrum / oratio habita a P. Blasio Larráz ... XV. Cal. Novemb. an. MDCCLXII in sollemni studiorum instauratione; recens inito cancellarii munere a ... Francisco Fuertes Piquér typis excusa ex decreto Academiae. Cervariae Lacetanorum : Typis Academicis, apud Antoniam Ibarra viduam, [1762?]. Disponible a:Catàleg de les biblioteques de la UB

- Fuertes Piquer, Francisco. Oracion panegyrica que en anual obsequio a Maria Santissima de los Dolores, consagra la gratitud de sus esclavas y fervoroso zelo de su devota congregacion, establecida en la casa de probacion de la Compañia de Jesus de la ciudad de Tarragona / dixola en el dia 9 de abril de este presente año 1756 el Dr. D. Francisco Ioseph Fvertes Piquèr . Tarrag. [Tarragona] : por Joseph Barbèr ..., [1756?]. Disponible a: Catàleg de les biblioteques de la UB

- Fuertes Piquer, Francisco. Qvaestiones medicae sortitae et lege praefixo 10 dier. termino typis mandatae a ... Caietano Rojas, Francisco Ginesta, Carolo Nogvés, Bonaventura Monnár pro cathedra primaria vacante competitoribvs. Cervariae : ex typographia Reg. Academ., 1785. Disponible a:Catàleg de les biblioteques de la UB